# Lavrenti Pavlovici Beria
Lavrenti Pavlovici Beria (în limbile georgiană: ლავრენტი ბერია, Lavrenti Pavles dze Beria, rusă Лаврентий Павлович Берия; n. 17/29 martie 1899, Merkheuli⁠(d), viceregatul Caucazului⁠(d), Imperiul Rus – d. 23 decembrie 1953, Moscova, RSFS Rusă, URSS) a fost un activist și politician comunist și om de securitate sovietic de origine georgiană, mareșal al Uniunii Sovietice, ministrul afacerilor interne (din 1938 -NKVD, apoi din 1941 al NKVD și NKGB unificate), însărcinat cu serviciile de securitate și represiune în regimul sovietic, unul din principalii responsabili ai epurărilor staliniste din deceniul al patrulea, deși el a fost implicat doar în fazele sale  finale. I se atribuie și organizarea masacrului de la Katyn, în cursul căruia au fost asasinați aproximativ 22.000 de ofițeri și intelectuali polonezi.
După moartea lui Stalin, ca prim-viceprim-ministru, a fost promotorul unor anumite măsuri de liberalizare și reformă. În iunie 1953 a fost arestat de colegii săi din conducerea partidului și, acuzat de mai multe crime, a fost judecat, condamnat la moarte și executat prin împușcare pe 23 decembrie 1953 .

## Tinerețea și începutul carierei politice
Beria s-a născut în satul Merheuli, lângă Suhumi, în gubernia Kutaisi, din Georgia, în Imperiul Rus, astăzi aflat în districtul Gulripși din Abhazia, ca fiu al unui țăran, Pavel Huhaevici Beria, de etnie mingrelă, grup etnic georgian din regiunea Samegrelo) si al Martei Jakeli, originara din Guria, descendenta a unei familii de nobili georgieni. Familia, ca marea majoritate a populației, era de religie creștină ortodoxă. Mama, văduvă din prima ei căsătorie, era cunoscută ca o femeie evlavioasă.
În 1917, când era student la o facultate tehnică în Baku, a aderat la Partidul Bolșevic iar din 1919 a activat în serviciile de securitate ale Republicii Democrate Azerbaidjene.
Prin 1920 sau 1921 Beria a devenit agent al poliției secrete bolșevice CEKA. În acei ani, în Republica Democrată Georgiană – aflată sub control politic menșevic – a avut loc o rebeliune bolșevică. Armata Roșie a intervenit, invadând Georgia, care a devenit republică sovietică. Din 1922, Beria a fost numit adjunct al șefului OGPU-ului (succesoarea CEKA) din Georgia. 
În 1924, Beria a condus represiunea împotriva unei rebeliuni naționaliste din Georgia. Atunci au fost executați aproximativ zece mii de georgieni. Ca răsplată pentru „intransigența bolșevică”, Beria a fost numit șeful „secțiunii politice secrete” a OGPU-ului din Transcaucazia și a fost decorat cu Ordinul Steagul Roșu.
În 1926, Beria a fost avansat în funcția de șef suprem al OGPU-ului georgian și ulterior a devenit un apropiat al conaționalului său georgian Stalin, pe care l-a sprijinit în consolidarea puterii în cadrul partidului comunist și al regimului sovietic. 
Beria a fost numit, în 1931, secretar general al Partidului Comunist Georgian, iar în 1932 a devenit șeful comuniștilor din toată Transcaucazia. În 1934 a fost ales membru al CC al PCUS. În acest timp a declanșat atacuri împotriva foștilor colegi de partid din Georgia, mai ales împotriva lui Gaioz Devdariani, ministrul învățământului din Georgia. Beria a ordonat executarea ambilor frați ai lui Devdariani, care dețineau funcții importante în poliție și partidul comunist. În final, Devdariani a fost acuzat de încălcarea (Codul penal al RSFSR)|art. 58]] din codul penal sovietic privind (prezumtive) activități contrarevoluționare. Devdariani a fost executat în 1938, în urma sentinței troicii NKVD-ului. Chiar și după ce s-a mutat din Georgia, Beria a continuat să controleze partidul comunist din țara de origine, menținându-și influența până la arestarea sa în iulie 1953.
În 1935, Beria era unul dintre cei mai de încredere subordonați ai lui Stalin. Și-a consolidat locul în anturajul lui Stalin prin discursul de mare întindere „Despre istoria organizațiilor bolșevice din Transcaucazia” (publicat într-o broșură), în care sublinia elogios rolul lui Stalin. În 1934, când Stalin a declanșat epurările partidului și guvernului după asasinarea lui Serghei Kirov, Beria a condus personal epurările din Transcaucazia, folosindu-se de prilej pentru a „rezolva” numeroase animozități politice din republicile caucaziene. Într-un discurs rostit în 1937, el a afirmat: „Să știe inamicii noștri că oricine încearcă să ridice mâna împotriva voinței poporului, împotriva voinței partidului lui Lenin și Stalin, va fi zdrobit fără milă și va fi distrus”.

## Beria și NKVD-ul
În 1938, Stalin l-a numit pe Beria adjunct al Comisarului Poporului pentru Afaceri Interne (NKVD), ministerul care includea securitatea statului și miliția. Sub conducerea lui Nicolai Ejov, NKVD declanșase operațiunile denumite marea epurare, reprimarea și persecutarea a milioane de oameni declarați „dușmani ai poporului”. În 1938, represiunea ajunsese la asemenea amploare, încât a afectat infrastructura, economia și forțele armate. În septembrie, Beria a fost numit șeful Administrației Principale a Securității Statului din cadrul NKVD-ului, iar în noiembrie l-a înlocuit pe Ejov la conducerea NKVD. (Ejov a fost executat în 1940). A urmat o epurare a efectivelor NKVD. Numeroși ofițeri au fost înlocuiți cu personal loial lui Beria, mulți noi lucrători având și origine caucaziană.
Deși numele Beria este de obicei asociat cu „Marea epurare”, momentul în care a devenit comisar pentru afacerile interne a marcat o scădere a amplorii represiunii. Peste 100.000 de oameni au fost eliberați din lagărele de muncă forțată, iar autoritățile au recunoscut oficial că fuseseră comise unele „nedreptăți” și „excese”, care au fost puse numai pe seama lui Ejov. În pofida relativei „liberalizări”, arestările, deportările și execuțiile au continuat în perioada următoare, pentru ca, în preajma celui de-al Doilea Război Mondial, ritmul epurărilor să se accelereze din nou. În această ultimă perioadă, Beria a supravegheat deportările „dușmanilor poporului’’ din statele baltice și Polonia răsăriteană, după anexarea acestor teritorii la URSS.
În martie 1939, Beria a devenit membru supleant al Biroului politic al CC al PCUS. Deși membru plin a fost abia din 1946, Beria era deja la începutul războiului unul dintre cei mai importanți lideri sovietici. În 1941 a căpătat rangul de comisar general de Securitate, cel mai înalt din sistemul polițienesc sovietic militarizat din acea epocă.
La 5 martie 1940, Beria i-a remis lui Stalin nota nr. 794/B, prin care îi declara pe ofițerii polonezi prizonieri de război, care erau deținuți în lagăre din Bielorusia și Ucraina, drept „dușmani inveterați ai Uniunii Sovietice” și propunea membrilor Biroului Politic executarea acestor prizonieri. (Vezi și Masacrul de la Katyn).
În februarie 1941, Beria a devenit vicepreședinte al Sovnarkomului (guvernul sovietic), iar în iunie, după declanșarea operațiunii Barbarossa, a devenit unul dintre membrii GKO (Comitetul de stat al apărării).
În Al Doilea Război Mondial, Beria și-a asumat mari răspunderi interne și a folosit deținuții din Gulag pentru susținerea producției de război sovietice. A preluat, împreună cu Gheorghi Malenkov, controlul asupra producție de avioane și motoare de avioane. Cooperarea cu Malenkov s-a transformat într-o alianță pe termen lung, care avea să aibă o importanță majoră în viața politică sovietică.
În 1944, în perioada în care armatele germane se retrăgeau din teritoriul URSS, Beria a fost însărcinat cu „rezolvarea” problemei minorităților etnice acuzate de colaborare cu invadatorii – cecenii, ingușii, tătarii crimeeni și germanii de pe Volga. Aceste grupuri etnice, găsite „vinovate” de colaboraționism, au fost deportate în Asia Centrală sovietică.
În decembrie 1944, NKVD-ul a fost desemnat să coordoneze programul militar nuclear sovietic. În calitate de șef al acestui program, Beria a condus activitatea de spionaj pentru obținerea datelor secrete ale programului înarmării nucleare a Statelor Unite. Prin intermediul spionilor sovietici, URSS a obținut secretele tehnologice pentru construirea și testarea primei bombe atomice a URSS. Însă principala contribuție a lui Beria a fost asigurarea forței de muncă necesare pentru proiect prin folosirea unor deținuți din lagărele de concentrare. Mii de deținuți din Gulag au trudit în minele de uraniu, cât și în calitate de constructori ai fabricilor de procesare a minereului și ai poligoanelor de testare pentru armamentul atomic, de exemplu, poligonul nuclear de la Semipalatinsk și cel din arhipelagul Novaia Zemlia. 
În iulie 1945, rangurile polițienești au fost înlocuite cu gradele militare, Beria devenind mareșal al Uniunii Sovietice. Deși nu a avut niciodată o comandă militară efectivă, Beria, prin organizarea producției pe timp de război, a avut o contribuție de prim rang la victoria URSS în Al Doilea Război Mondial.

## Perioada postbelică

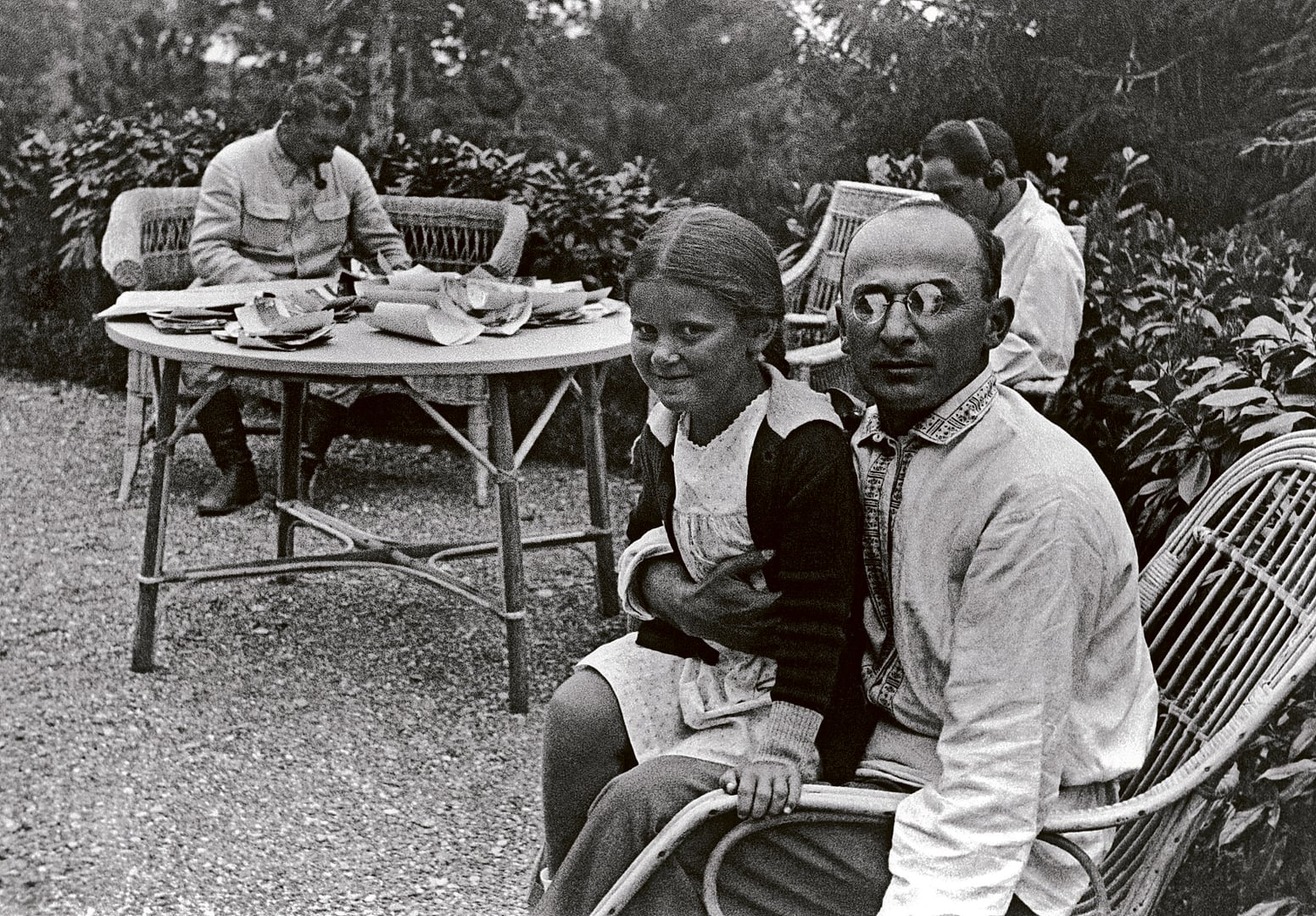
Beria cu fiica lui Stalin, Svetlana și Stalin în plan secund

În perioada postbelică, când Stalin se apropia de vârsta de 70 de ani, s-a declanșat o luptă pentru succesiune printre apropiații dictatorului. La sfârșitul războiului, cel mai probabil succesor părea a fi Andrei Jdanov, liderul de partid al Leningradului din timpul războiului, când Jdanov și Beria deveniseră rivali. După 1946, Beria s-a aliat cu Malenkov pentru a bloca ascensiunea lui Jdanov.
În ianuarie 1946, Beria a părăsit șefia NKVD-ului, păstrând, totuși, controlul asupra problemelor de securitate națională prin postul de adjunct al premierului Stalin. La conducerea NKVD-ului i-a urmat Serghei Kruglov, care nu făcea parte din cercul de fideli ai lui Beria, iar un protejat al lui Beria, Vsevolod Merkulov a fost înlocuit la șefia MGB de Viktor Abakumov. Kruglov și Abakumov au început o epurare a oamenilor loiali lui Beria din diferitele structuri de comandă ale sistemului de securitate. În timp scurt, un singur om din anturajul lui Beria se mai afla într-o poziție de putere, ministrul-adjunct la Interne, Stepan Mamulov. În lunile următoare, Abakumov a derulat operațiuni polițienești importante, unele cu sprijinul lui Jdanov, de multe ori la ordinul direct al lui Stalin, de fiecare dată însă fără consultarea lui Beria.
Una dintre primele asemenea operațiuni a fost cea din octombrie 1946 împotriva Comitetului antifascist evreiesc, care a dus la uciderea actorului idiș Solomon Mihoels și la arestarea mai multor membri ai mișcării. Campania a avut efecte secundare asupra lui Beria, care fusese inițiatorul mișcării în 1942.
Jdanov a murit subit în august 1948, iar Beria și Malenkov au trecut la consolidarea puterii lor prin îndepărtarea apropiaților lui Jdanov și înscenarea așa-numitei „afaceri Leningrad”. Printre numeroșii colaboratori ai lui Jdanov executați, au fost adjunctul acestuia, Alexei Kuznețov, planificatorul economiei sovietice Nikolai Voznesenski, liderul local de partid Piotr Popkov și premierul RSFS Ruse, Mihail Rodionov. După moartea lui Jdanov, Nikita Hrușciov părea singura alternativă posibilă la cuplul Beria-Malenkov.
În primii ani postbelici, Beria a coordonat înființarea polițiilor politice de tip sovietic în statele est-europene intrate în sfera de influență a Moscovei. Beria a selecționat personal comandanții noilor poliții secrete din țările est-europene. Mai mulți dintre aceștia erau evrei. Începând cu anul 1948, Abakumov a inițiat o investigare a acelor comandanți aleși și desemnați de Beria. Campania a culminat cu arestarea în noiembrie 1951 a lui Rudolf Slánský, Bedřich Geminder și a altor lideri cehoslovaci. Ei au fost inculpați sub acuzațiile de sionism, cosmopolitism și de furnizarea de armament Israelului. (deși aceasta s-a făcut, la timpul său, foarte probabil, cu știrea și consimțămantul conducerii Uniunii Sovietice) În total, 14 lideri comuniști cehoslovaci, dintre care 11 erau de origine evreiască, au fost judecați, condamnați și executați la Praga. (Vezi și Procesele de la Praga).
Campania începută de Abakumov a fost continuată de succesorul său, Semion Ignatiev. La 13 ianuarie 1953 a fost anunțată, prin publicarea unui articol în ziarul Pravda, descoperirea unui așa-numit „complot al doctorilor”. Mai multe somități medicale sovietice au fost acuzate de complot la otrăvirea unora dintre liderii sovietici. Au fost arestați 37 de medici (dintre care 17 evrei). Unii istorici au afirmat, fără dovezi concludente, că Stalin ar fi intenționat să organizeze deportarea întregii populații evreiești sovietice în Orientul Îndepărtat.
La câteva zile după moartea lui Stalin, Beria a eliberat toți medicii arestați, a anunțat că toate probele fuseseră contrafăcute și a ordonat arestarea ofițerilor MGB implicați direct în acțiunea contra medicilor.
La începutul deceniului al șaselea, scăderea încrederii lui Stalin în acolitul său Beria s-a remarcat în cazul mingrelian. Practic, a fost vorba de o serie de înscenări împotriva liderilor de partid din regiunea Samegrelo a RSS Gruzine, acuzați de tentativă de secesiune și trădare în favoarea occidentulului. Prin această acțiune s-a reușit eliminarea influenței lui Beria în chiar ținutul lui natal.

## Perioada poststalinistă
Stalin a murit la 5 martie 1953, la patru zile după o petrecere la care participaseră Beria și alți lideri. În memoriile sale, fostul ministru de externe Viaceslav Molotov a pretins că Beria ar fi insinuat că l-ar fi otrăvit pe Stalin.
După moartea lui Stalin, Beria a fost numit prim-ministru adjunct și a redevenit șef al Ministerului de Interne, care a fost comasat cu Ministerul Securității. Aliatul său, Gheorghi Malenkov, a devenit prim-ministru și, pentru un scurt răstimp, cel mai puternic lider sovietic. Beria era al doilea om de stat în URSS, dar, din cauza lipsei calităților de conducător ale lui Malenkov, putea deveni cel mai puternic om din umbră. Hrușciov în schimb a fost ales secretar general al PCUS.
Unele surse susțin că Beria s-ar fi aflat în prima linie a mișcării de liberalizare și reformă de după moartea lui Stalin . A denunțat public „complotul medicilor” ca fiind o „fraudă”, a anchetat și a rezolvat „misterul” morții lui Solomon Mihoels și a fost inițiatorul unei amnistii, prin care peste un milion de deținuți nepolitici au fost eliberați din lagărele de muncă forțată. În aprilie, Beria a semnat un decret de „interzicere a torturii” în închisorile sovietice. Tot pe seama lui Beria au fost puse și „liberalizarea” politicii față de naționalitățile neruse din URSS, iar în domeniul politicii externe inițierea unor reforme economice și politice în RDG.
Unii istorici consideră că inițiativele sale de „liberalizare” ar fi fost doar manevre tactice prin care urmărea să acapareze puterea. Beria, ca și ceilalți lideri sovietici în frunte cu Hrușciov și Malenkov, era legat indisolubil de perioada stalinistă. Anularea și condamnarea numeroaselor excese din epoca lui Stalin ar fi fost de fapt o politică pragmatică și nu rezultatul unei dorințe sincere de schimbare.
În epocă, liderii sovietici angajați în lupta pentru putere priveau cu suspiciune inițiativele aparent reformiste ale lui Beria. . Inițial, Hrușciov nu a putut să distrugă alianța Malenkov-Beria, dar ocazia favorabilă a apărut în iunie 1953, când, în Berlinul Răsăritean, a izbucnit o revoltă împotriva regimului comunist. (Vezi și Revoltele din Germania de Răsărit din 1953). După unele surse, pragmaticul Beria ar fi plănuit negocierea reunificării Germaniei și încetarea Războiului Rece în schimbul unui ajutor economic american masiv, similar celui primit de URSS în timpul războiului.  Tulburările din RDG i-au convins pe Molotov, Malenkov și Nicolai Bulganin că politica lui Beria primejduia puterea sovietică. La numai câteva zile de la izbucnirea revoltei din Berlin, Hrușciov i-a convins pe principalii lideri de partid să-l elimine pe Beria de pe scena politică. Beria a fost abandonat și de principalul său aliat, Malenkov.

## Căderea lui Beria
Relatările despre căderea lui Beria sunt controversate. Potrivit unei versiuni recente, Hrușciov a convocat o ședință a prezidiului CC al PCUS pentru ziua de 26 iunie; în ședință a lansat un atac dur la adresa lui Beria, pe care l-a acuzat că ar fi fost în slujba spionajului britanic. Beria a fost luat prin surprindere. Au vorbit împotriva lui  și alți membri ai prezidiului, iar Hrușciov a propus demiterea sa imediată. Malenkov a apăsat un buton de pe biroul său – semnal convenit dinainte cu mareșalul Gheorghi Jukov – și un grup de ofițeri de armată aflați într-o încăpere alăturată au intrat în cameră și l-au arestat pe Beria. A fost dus, inițial, într-o închisoare militară din Moscova, apoi într-un buncăr al cartierului general al districtului militar al capitalei. Ministrul apărării Nicolai Bulganin a ordonat unei divizii de tancuri de gardă și unei divizii de infanterie să plece la Moscova pentru a descuraja orice încercare a forțelor de la Interne loiale lui Beria de a-l salva.
Au fost arestați și oamenii săi de încredere: Vsevolod Merkulov, Bogdan Kobulov, Serghei Golghidze, Vladimir Dekanozov, Pavel Meșik și Lev Vlodzimirski.
Pravda a anunțat arestarea lui Beria, la inițiativa lui Malenkov, abia la 10 iulie. În ziar, el era acuzat de „activități criminale împotriva partidului și statului”. În decembrie s-a anunțat că Beria și șase dintre acoliții săi se aflau „pe statele de plată ale agenturilor de spionaj străine”, „conspirau de mai mulți ani să pună mâna pe putere în Uniunea Sovietică și să restaureze capitalismul”.
Beria și oamenii săi de încredere au fost judecați într-o ședință specială a Curții Supreme de Justiție a URSS, inculpații neavând drept la avocat și la recurs. Mareșalul Ivan Konev a fost președintele de ședință.
Beria a fost declarat vinovat de:
1. Trădare. S-a afirmat, fără vreo dovadă, că, „până în momentul arestării sale, Beria a menținut și dezvoltat legăturile sale secrete cu servicii străine de informații”. În particular, încercările făcute prin intermediul ambasadorului Bulgariei în anul 1941 de a iniția tratative de pace cu Germania nazistă au fost calificate drept „trădare” și nu s-a menționat nicio clipă că Beria acționase la ordinele explicite ale lui Stalin și Molotov. S-a mai afirmat, fără nicio dovadă, că Beria, care fusese implicat, în 1942, în organizarea apărării Caucazului, ar fi încercat să permită Forțelor Axei să ocupe regiunea. S-au făcut, de asemenea, afirmații nedovedite conform cărora, „plănuind cucerirea puterii, Beria a încercat să obțină sprijinul statelor imperialiste cu prețul violării integrității teritoriale a Uniunii Sovietice și al transferului unor părți ale teritoriului URSS către statele capitaliste”. Aceste afirmații au fost făcute ca urmare a unei propuneri făcute de Beria, care afirmase, la un moment dat, că ar fi fost rezonabil să se cedeze Regiunea Kaliningrad Germaniei, Republica Sovietică Socialistă Moldovenească Republicii Populare Române, o parte a Kareliei Finlandei și Insulele Kurile Japoniei, în scopul îmbunătățirii relațiilor externe ale Uniunii Sovietice.
2. Terorism. Ordinul dat de Beria pentru executarea a 25 de prizonieri politici în octombrie 1941, persoane care nu fuseseră judecate și condamnate, a fost declarat act de terorism.
3. Activitate contrarevoluționară în timpul războiului civil. În 1919, Beria a lucrat în serviciile de securitate ale Republicii Democrate Azerbaidjan.
4. Viol. Beria a fost declarat vinovat de violarea în 1949 a unei fete de 16 ani.

Toți inculpații au fost condamnați la moarte. La pronunțarea sentinței, potrivit unei depoziții ulterioare făcute de Chiril Moskalenko, Beria ar fi căzut în genunchi și ar fi  cerut îndurare, însă, împreună cu ceilalți inculpați, a fost executat imediat, la 23 decembrie 1953. Cadavrul a fost probabil incinerat.
Potrivit altor versiuni, neverificate (printre care și mărturia fiului lui Beria, Sergo), casa lui Beria a fost luată cu asalt la 26 iunie 1953 de o subunitate militară, iar viceprim-ministrul a fost împușcat mortal în timpul acțiunii. Sergo a mai afirmat că unul dintre membrii completului de judecată i-ar fi mărturisit că nu l-ar fi văzut niciodată pe Beria în viață.
Soția și fiul lui Beria au fost deportați la Sverdlovsk. De aici au plecat în 1964. Nina Beria a murit în 1991, în Ucraina, iar Sergo Beria, care a murit în 2000, a continuat până la sfârșit să apere reputația tatălui său.
După moartea lui Beria, MGB (Ministerul Securității) a fost separat de MVD (Ministerul de Interne), a fost redus la statutul de „Comitet” și transformat în KGB. 
În luna mai a anului 2000, Curtea Supremă a Federației Ruse a respins cererea formulată de membri ai familiei lui Beria pentru revocarea condamnării din 1953. Cererea de revocare a condamnării a fost făcută în baza legii ruse care permite reabilitarea victimelor acuzațiilor politice false. Curtea Supremă a decis că „Beria a fost organizatorul represiunii împotriva propriului popor și de aceea nu poate fi considerat victimă”. Curtea Supremă a considerat, totodată, că Vladimir Dekanozov, Pavel Meșik și Lev Vlodzimirski au fost vinovați de abuz de putere, însă nu de crime împotriva statului, iar sentința lor a fost comutată postum de la pedeapsa capitală la 25 de ani pedeapsă privativă de libertate.

## Sadismul sexual
Primele acuzații de agresiune sexuală și sadism sexual împotriva lui Beria au fost exprimate de secretarul CC al PCUS Nicolai Șatalin, în plenara CC-ului din 10 iulie 1953, cu două săptămâni după arestarea lui Beria. Șatalin a afirmat că Beria avusese relații sexuale cu numeroase femei și că se îmbolnăvise de sifilis, ca urmare a relațiilor întreținute cu prostituatele. Șatalin s-a referit la o listă prezumtivă ținută de una dintre gărzile de corp ale lui Beria, listă în care s-ar fi aflat numele a 25 de femei cu care Beria ar fi întreținut relații intime. Cu timpul, acuzațiile de natură sexuală s-au amplificat. Hrușciov a scris în memoriile sale: „Ne-a fost dată o listă cu peste 100 de nume de femei. Ele îi erau aduse lui Beria de oamenii săi. Iar el avea pentru toate mereu același truc: le invita la cină și propunea să bea în sănătatea lui Stalin. În vin, el amesteca niște somnifere...”
În anii 1980, relatările despre agresiunile sexuale ale lui Beria s-au îmbogățit cu cele de viol. Unul dintre biografii lui Beria, Anton Antonov-Ovseienko, a menționat într-un interviu unul dintre jocurile sexuale ale lui Beria, care avea să primească numele de „jocul florii lui Beria”.
Au circulat și numeroase relatări despre violențele lui Beria, torturile și uciderea sadică a victimelor sale. De prin anii 1970, moscoviții au început să colporteze zvonuri despre osemintele găsite în curtea, pivnița sau nișele din pereții reședinței lui Beria, clădire devenită între timp sediul ambasadei Tunisiei. Asemenea povestiri au continuat să apară și în diverse publicații. În decembrie 2003, ziarul londonez Daily Telegraph publica o știre conform căreia, în timpul unor lucrări de reparație din ambasadă, ar fi fost găsite în pivniță oseminte într-o pungă din material plastic.
Membrii familiei lui Beria și fostul șef al spionajului sovietic Pavel Sudoplatov au respins ferm orice aserțiune că Beria ar fi torturat, ar fi ucis și și-ar fi îngropat victimele la reședința oficială din Moscova.